# 디지털 오디오 파일 시스템
디지털 오디오 파일 시스템(Digital Audio File System)은 기존의 아날로그 오픈 릴 테이프나 LP나 CD 등의 음반 대신에 모든 오디오 데이터를 디지털 오디오 파일로 변환시켜 하드 디스크 등의 저장 매체에 저장시켜 컴퓨터로 일괄 처리하여 이용하는 시스템이다. 테이프리스 시스템(tapeless system)이라고도 불린다. 이 용어는 주로 방송 분야에서 많이 쓰이고 있다. 1990년대 중후반에서 2000년대에 걸쳐 도입된 디지털 오디오 파일 시스템은 라디오 방송 제작 분야에서 상당한 변화를 가져왔다.

## 역사
최초의 디지털 오디오 파일 시스템은 1990년 호주의 국영 방송사인 ABC 사에 의해 개발되었다. ABC 사가 개발한 시스템은 이른바 D-Cart 시스템이라 하여 지금 현재 전 세계의 몇몇 방송사가 채택하여 사용하고 있다. D-Cart 시스템의 개발 이후 여러 업체에서 다양한 형태의 솔루션이 개발되었다.

## 구성
디지털 오디오 파일 시스템은 디지털 오디오 파일을 관리할 컴퓨터와 각종 네트워크 장치, 저장 장치(주로 하드디스크), DVD 아카이빙 장치 등으로 구성되어 있다. 이 시스템에 이용되는 컴퓨터는 일반 가정용 PC와 동일한 경우가 많다. 혹시 발생할지도 모를 에러에 대비하기 위해 컨트롤 PC와 기타 장비들을 이중, 삼중으로 해놓고 주 장치에 문제가 발생할 경우 예비 장치로 신속히 전환될 수 있도록 구축되어 있다. 이 시스템에 사용되는 하드디스크는 보통 TB(테라바이트)급으로 대용량이다. DVD 아카이빙 장치는 일정 유효기간이 지난 오디오 파일을 압축 포맷 형식으로 변환하여 공 DVD 미디어에 저장한다. 이 시스템에서 이용되는 사운드 카드는 일반 가정용과 다르게 수십만 원에서 수백만 원을 호가한다.

## 이용

### 일반적 사항 및 장점
디지털 오디오 파일 시스템은 그야말로 녹음된 모든 오디오 자료들을 디지털화해 컴퓨터로 일괄 처리, 관리하는 시스템이다. 이 시스템은 이전 스튜디오 시스템과 달리 오디오 자료의 녹음과 재생, 그리고 보관 면에서 편리성을 많이 증진시켰다. 이전에는 음반에 담긴 음악이나 방송국이 제작한 기타 녹음 자료를 준비하기 위해 음반 자료실 등에 갔다 와야 하는 등 어느 정도 시간이 소요되었다. 디지털 오디오 파일 시스템의 장점 때문에 최근 라디오 방송국에서는 청취자들의 문자 메시지를 받아 신청곡을 틀어줄 수 있게 되었다. 음반 보관실에 갔다 올 필요가 없이 마치 인터넷 스트리밍 음악 사이트에서 음악을 듣듯이 마우스 클릭만으로도 바로 음악을 틀 수 있는 것이다. 그리고 시보 방송이나 광고, 프로그램 시그널 음악과 같이 반복 재생이 잦은 매체의 경우 기존의 아날로그 오픈 릴에서는 음질 열화가 염려되었지만, 오디오 파일 시스템에서는 이러한 염려가 없어지게 되었다. 그리고 만일 라디오 방송 편성이 전부 녹음 방송만으로 되어 있다면, 컴퓨터 프로그램을 통한 자동 스케줄 기능으로 사실상의 무인 송출이 가능할 수 있다. 그리고 이 시스템은 디지털 라디오 방송 매체인 DAB와 DRM과의 연동성이 기존 아날로그 시스템에 비해 용이한 편이다.

#### 파일 포맷
디지털 오디오 파일 시스템에서 주로 이용되는 포맷 형식은 각 업체 별 솔루션마다 차이가 있지만 MPEG1 Audio Layer2 파일(MP2 파일)과 비압축 웨이브 파일이 일반적이다. MP2를 쓰는 경우 보통 비트 레이트가 256 kbps 또는 384 kbps 정도이다. 비압축 웨이브 파일을 쓰는 경우 DAT와 동일한 샘플링인 48 kHz 16 bit 스테레오이다. 48 kHz 급 웨이브 파일을 쓰는 경우, 44.1 kHz로 샘플링 된 외부 파일을 변환하는 과정에서 샘플링이 잘못되어 음이 왜곡되는 사례가 있기도 하다. 희귀 음원인 경우 원본 파일이 Windows Media 스트리밍 파일(대개 96 kbps 이하의 저급)인 경우도 있다. 웨이브 파일을 쓰는 솔루션 내에서는 DVD 아카이빙 과정에서 유효기간이 지난 웨이브 파일이 자동적으로 MP2 파일로 전환되어 공 DVD로 저장된다.

#### 한국 내 방송사의 도입 현황
전체적인 면에서 보자면, 한국에서는 1990년대 후반에서 2000년대에 걸쳐 대부분의 라디오 방송국들이 기존 오픈 릴 시스템을 폐지하고 디지털 오디오 파일 시스템으로 전환하였다. MBC(문화방송)의 경우 1999년에 시범 도입하다가 2001년 6월에 전면 전환하였다. 이 방송사의 솔루션은 예전에는 384 kbps급 MP2 파일을 기본으로 하고 있었으나 2014년 8월 상암동 이전으로 장비를 전격 교체함에 따라 비압축 웨이브 파일을 사용하는 오라클제 솔루션을 이용한다. KBS(한국방송)와 EBS(한국교육방송공사)는 호주 ABC 사가 개발한 D-Cart 최신 버전을 기본 솔루션으로 채택하였으며, KBS는 2001년에 사회교육방송과 국제방송에 우선으로 시범 도입하여 2004년에 전면 전환을 완료하였다. EBS는 2004년 8월 30일을 기해 방송 장비를 디지털 오디오 파일 시스템으로 전환하였다. SBS는 2000년대 초반에 전환한 것으로 추측된다. 나머지 라디오 방송국들은 주로 2004년을 기점으로 장비를 디지털로 전환하였다. 그러나 사실은 방송사들이 디지털 오디오 파일 시스템을 전면 도입하기 훨씬 이전인 1990년대 초반부터 라디오 광고 편집 등의 일부 분야에 도입된 바가 있다 (1990년대 중반의 MBC 연감을 참조할 것). 참고로 1995년자 KBS 연감에서도 디지털 오디오 파일 시스템을 의미하는 '테이프리스 시스템(tapeless system)'과 '디지카트(D-Cart)'의 추후 도입에 대한 말이 언급되어 있다.

#### 반론
최근에 도입한 디지털 오디오 파일 시스템은 여러모로 긍정적인 변화를 가져다 주었다. 그러나 일부에서는 반론이 없는 것은 아니다. 첫 번째로 디지털 장비의 에러로 라디오 방송 자체가 중단되는 경우가 있다는 것이다. 실제로 장비의 에러로 인해 방송이 잠시 중단된 사례가 있지만, 그렇게 사회적으로 심각하게 이슈화되는 경우는 텔레비전 방송의 경우에 비해 드물다. 두 번째로 라디오 방송 음질이 열화되었다는 것이다. 예전의 아날로그적 음색이 요즘 라디오 방송에서 많이 사라졌다는 것이다. 특히 이런 지적은 파일 포맷을 비압축 형식이 아닌 MP2와 같은 손실 압축 포맷을 사용하는 경우에 나타난다. 일부 소규모 방송국은 192 kbps 이하의 저급 파일을 쓰는 경우도 간혹 있다. 그러나 이런 음질 열화는 스튜디오 내 압축 파일 포맷 탓만으로 돌릴 수가 없다. 손실 압축 포맷을 사용하는 라디오 전용회선도 한 몫하며, 더 중요한 원인은 최근 한국 내 FM 방송국의 증가로 FM 송신에서 음 보정과 고주파 필터 역할을 하는 장비인 옵티모드(Optimod)를 예전(1990년대)에는 음질을 중점으로 운용하였으나 지금(2000년대 초중반 이후)은 정통부의 까다로워진 전파법 규정을 준수하기 위해 무리하게 음질을 깎아내리면서까지 그 장치를 운용하는 데 있다고 한다.